# 牛劍鋒
牛劍鋒（1981年4月3日—），河北保定人，中國女子乒乓球運動員。

## 生涯
牛劍鋒與許多中國乒乓球運動员一样，都是從5、6歲就開始打球，後來，牛劍鋒於1993年進入河北隊，3年後入選國家隊。
牛劍鋒是右手橫拍球員，她於七運會中的女子雙打項目中成「梗頸四」，無緣獎牌，後來於全國少年賽的女子單打項目奪得冠軍、亞洲少年錦標賽中取得女子團體與女單兩項目的冠軍，並於南斯拉夫公開賽得到女單冠軍。1年後，牛劍鋒再次無緣得獎，這次她於全國錦標賽中，女單賽事排名第5、女團項目殿軍。
1999年，牛劍鋒與高偉合拍取全國錦標賽混雙亞軍。1年後，在瑞典公開賽中的女單項目四強出局，但卻贏得了女雙冠軍，又在魯能超級聯賽中贏得了女團冠軍。2001年，牛劍鋒於克羅地亞公開賽的女單賽事四強出局，女雙賽事贏得冠軍、中國公開賽女雙賽取得冠軍、美國公開賽女單與女雙冠軍得主、荷蘭公開賽中，於女單項目八強出局、女雙賽冠軍、世乒賽女單項目八強出局、國際乒聯巡迴賽女單賽事得到亞軍、九運會三料亞軍：女團、女雙以及混雙項目。
2002年，牛劍鋒包泛了卡塔爾、德國、荷蘭公開賽的女雙項目冠軍，更於荷蘭公開賽中的女單項目奪冠以及國際乒聯總決賽女雙項目的冠軍。1年後，牛劍鋒在克羅地亞公開賽女單賽得亞軍、亞錦賽的女團與女單項目奪標、世乒賽女雙亞軍、國際乒聯巡迴賽的女單及女雙冠軍得主，又獲得世界盃的女單項目亞軍。
2004年，牛劍鋒分別於世乒賽贏得了女團項目冠軍、南韓公開賽女單賽得亞軍，並於希臘、新加坡公開賽贏得了女雙冠軍，更於雅典奧運的女子雙打項目銅牌賽中苦戰7局，最後以4:3，戰勝南韓組合，奪得了銅牌。1年後，牛劍鋒於十運會為河北隊取得女子雙打及女子團體賽的銅牌。
2005年，牛劍鋒於11月贏的世界排名為第2，僅次於張怡寧。2007年，牛劍鋒從國家隊退役，其後曾前往法國俱樂部打球。2008年，牛劍鋒与男友劉志強結束8年愛情長跑，結為夫婦。2009年，牛劍鋒正式結束球員生涯，後轉型成為一名北京體育大學的教師。

## 外部連結
- 【乒乓王国】牛剑锋专访（上） （页面存档备份，存于）
- 【乒乓王国】牛剑锋专访（下） （页面存档备份，存于）